# Margalida Crespí
Margalida Crespí Jaume (Palma de Mallorca, 15 de agosto de 1990) es una deportista española que compitió en natación sincronizada.
Participó en los Juegos Olímpicos de Londres 2012, obteniendo una medalla de bronce en la prueba de equipo. Ganó diez medallas en el Campeonato Mundial de Natación entre los años 2009 y 2013, y seis medallas en el Campeonato Europeo de Natación entre los años 2010 y 2014.

## Palmarés internacional
| Juegos Olímpicos   | Juegos Olímpicos         | Juegos Olímpicos  | Juegos Olímpicos  |
| Año                | Lugar                    | Medalla           | Prueba            |
| ------------------ | ------------------------ | ----------------- | ----------------- |
| 2012               | Londres (Reino Unido)    | Medalla de bronce | Equipo            |
| Campeonato Mundial |                          |                   |                   |
| Año                | Lugar                    | Medalla           | Prueba            |
| 2009               | Roma (Italia)            | Medalla de oro    | Combinación libre |
| 2009               | Roma (Italia)            | Medalla de plata  | Equipo técnico    |
| 2009               | Roma (Italia)            | Medalla de plata  | Equipo libre      |
| 2011               | Shanghái (China)         | Medalla de bronce | Equipo técnico    |
| 2011               | Shanghái (China)         | Medalla de bronce | Equipo libre      |
| 2013               | Barcelona (España)       | Medalla de plata  | Equipo técnico    |
| 2013               | Barcelona (España)       | Medalla de plata  | Equipo libre      |
| 2013               | Barcelona (España)       | Medalla de plata  | Combinación libre |
| 2013               | Barcelona (España)       | Medalla de bronce | Dúo técnico       |
| 2013               | Barcelona (España)       | Medalla de bronce | Dúo libre         |
| Campeonato Europeo |                          |                   |                   |
| Año                | Lugar                    | Medalla           | Prueba            |
| 2010               | Budapest (Hungría)       | Medalla de plata  | Equipo            |
| 2010               | Budapest (Hungría)       | Medalla de plata  | Combinación libre |
| 2012               | Eindhoven (Países Bajos) | Medalla de oro    | Equipo            |
| 2012               | Eindhoven (Países Bajos) | Medalla de oro    | Combinación libre |
| 2014               | Berlín (Alemania)        | Medalla de plata  | Combinación libre |
| 2014               | Berlín (Alemania)        | Medalla de bronce | Equipo            |